# 45878 Sadaoaoki
45878 Sadaoaoki este o planetă minoră (asteroid), cu un diametru de 2,005 km, din Inner Main Belt⁠(d). A fost descoperită pe 23 noiembrie 2000 la Bisei Spaceguard Center⁠(d) de BATTeRS⁠(d). 
Obiectul prezintă o orbită caracterizată de o semiaxă mare de 1,9346570177346 UAi, o excentricitate de 0,09957338541126, o înclinație de 17,873393806599 ° în raport cu ecliptica.